# Notiothops maulensis
Notiothops maulensis is een spinnensoort uit de familie Palpimanidae. De soort komt voor in Chili.